# Francisco C. Merino
El general Francisco C. Merino fue un militar mexicano. Militó en las filas liberales en el Estado de Colima y después en las fuerzas del general Julio García en contra del imperio de Maximiliano I durante la Segunda Intervención Francesa en México. Cuando era jefe político y militar del distrito de Coalcomán, Merino se encargó de fomentar un espíritu separatista a los alrededores del lugar, manifestándoles sus deseos de pertenecer al Estado de Colima. Finalmente, sus deseos separatistas se vieron mermados cuando fue asesinado en la barranca de “Platanillos” el 24 de octubre de 1867.